# SpongeBob's Big Birthday Blowout
«SpongeBob's Big Birthday Blowout» (укр. День народження Губки Боба) ― спеціальна подвійна серія дванадцятого сезону мультсеріалу «Губка Боб Квадратні Штани», прем'єра якої відбулася у США 12 липня 2019 року на телеканалі «Nickelodeon».

## Короткий сюжет
У Губки Боба день народження, тож друзі хочуть зробити для нього подарунок-сюрприз коли його нема вдома, бо Патрік повів його на екскурсію до «Безводного світу». У цьому світі Боб і Патрік знаходять багато чого: вечірки, офіси, океонаріуми і навіть «Безводний Красті Крабс» під назвою «Трасті Слабс» у якій працюють ДжимБоб, Менвард, Містер Слабс (Губка Боб, Сквідвард та Містер Крабс). Після екскурсії Губка Боб приїзджає до дому де на нього чекає сюрприз.

## Озвучування та акторський склад
- Том Кенні ― Губка Боб Квадратні Штани, Пірат Петчі, Старий Уолкер, Гері Равлик, Французький оповідач, Тато Губки Боба, P. A. Система, Ґрабі Крупер, ДжимБоб
- Білл Фегербаккі ― Патрік Зірка, деякі пасажири автобуса, Патрік Зірка (у реальному житті)
- Раджер Бампас ― Сквідвард Щупаленко, деякі пасажири автобуса, жовта риба, Манвард
- Кленсі Браун ― Юджин Крабс, Сумний хлопець, Містер Слабс, Менеджер
- Керолін Лоуренс ― Сенді Чікс, деякі пасажири автобуса, маленька дівчинка, Керол
- Дуг Лоуренс ― Шелдон Планктон, Поті, Руб, Лері Лобстер, Чарлестон, Грабіжник
- Джил Теллі ― Карен Планктон, Секретар
- Лорі Алан ― Перл Крабс, жінка у притулку
- Ді Бредлі Бейкер ― Бабл Бас, собака, сирена, корова, малий поганий хлопець
- Мері Джо Кетлет ― Пані Пафф
- Сирена Ірвін ― Мама Губки Боба, дитина, працівник офісу
- Девід Гассельгофф
- Кел Мітчел ― Біб МакБіб
- Делі Ґлік ― Банка
- Томас Вілсон ― Чоловік з собакою
- Франк Гаєті ― Бос-Горила

## Міжнародний реліз
| Країна                         | Телеканал                                  | Ефір                                                    |
| ------------------------------ | ------------------------------------------ | ------------------------------------------------------- |
| Індія                          | Nickelodeon India                          | 1 липня 2019                                            |
| США                            | Nickelodeon                                | 12 липня 2019                                           |
| Велика Британія та Ірландія    | Nicktoons UK and Ireland                   | 12 липня 2019                                           |
| Польща                         | Nickelodeon Poland                         | 12 липня 2019                                           |
| Південна Азія                  | Nickelodeon South Asia                     | 12 липня 2019                                           |
| Канада                         | Nickelodeon Canada                         | 13 липня 2019                                           |
| Австралія та Нова Зеландія     | Nickelodeon Australia and New Zealand      | 13 липня 2019                                           |
| Німеччина                      | Nickelodeon CEE (Central & Eastern Europe) | 13 липня 2019                                           |
| Швейцарія                      | Nickelodeon CEE (Central & Eastern Europe) | 13 липня 2019                                           |
| Австрія                        | Nickelodeon CEE (Central & Eastern Europe) | 13 липня 2019                                           |
| Греція                         | Nickelodeon Greece                         | 13 липня 2019                                           |
| Європа                         | Nicktoons Europe                           | 13 липня 2019                                           |
| Туреччина                      | Nick Turkie                                | 13 липня 2019                                           |
| Нідерланди та Бельгія          | Nickelodeon Netherlands and Belgium        | 13 липня 2019                                           |
| Росія                          | Nickeklodeon Russia                        | 13 липня 2019                                           |
| Піденно-Африканська Республіка | Nickelodeon South Africa                   | 13 липня 2019                                           |
| Іспанія та Португалія          | Nickelodeon Spain and Portugal             | 13 липня 2019                                           |
| Італія                         | Nickelodeon Italy                          | 13 липня 2019                                           |
| Франція                        | Nickelodeon France                         | 13 липня 2019                                           |
| Мексика та Бразилія            | Nickelodeon Mexico and Brazil              | 13 липня 2019                                           |
| Саудівська Аравія              | Nickelodeon Saudi Arabia                   | 13 липня 2019                                           |
| Скандинавія                    | Nickelodeon Skandinavia                    | 13 липня 2019                                           |
| Ізраїль                        | Nickelodeon Israel                         | 14 липня 2019                                           |
| Філіппіни                      | Nickelodeon Philippines                    | 15 липня 2019                                           |
| Південна Корея                 | EBS                                        | 19 липня 2019                                           |
| Японія                         | Nickelodeon Japan                          | 26 жовтня 2019 (1 частина) 2 листопада 2019 (2 частина) |
| Індонезія                      | Nickelodeon Indonesia                      | 10 вересня 2020                                         |
| Фінляндія                      | Nickelodeon Finland                        | 15 вересня 2020 (1 частина) 16 вересня 2020 (2 частина) |
| Гонконг                        | Nickelodeon Hong Kong                      | 23 березня 2021 (1 частина) 24 березня 2021 (2 частина) |

## Виробництво
Ця серія була підтверджена Вінсентом Уолером 24 січня 2019 року.